# .vi
.vi — домен верхнего уровня для автономной провинции США Американские Виргинские острова. Зарегистрирован 31 августа 1995 года. В настоящий момент регистрацией доменов .vi занимается VI Registry — подразделение Общественной Телекоммуникационной Системы Виргинских Островов.
Формально доменная зона .vi предназначена только для доменов резидентов Американских Виргинских островов и компаний, зарегистрированных на их территории. В то же время доменное имя третьего уровня может зарегистрировать любое заинтересованное в этом физическое или юридическое лицо, независимо от специфики деятельности и места нахождения.
Требования к доменному имени: имя должно состоять как минимум из трёх символов. Доменные споры решаются путём обращения во Всемирную организацию интеллектуальной собственности (англ. WIPO) или в судебном порядке. Судебное разбирательство проходит в судах, находящихся под юрисдикцией Виргинских Островов (США).
Домены третьего уровня можно регистрировать под именами .co.vi, .org.vi, .com.vi, .net.vi и .k12.vi.